# Zentralausschuß zur Förderung der Jugend- und Volksspiele
Der Zentralausschuß zur Förderung der Jugend- und Volksspiele war ein im Rahmen der Spielbewegung am 21. Mai 1891 gegründeter Zusammenschluss der an Leibesübungen (hauptsächlich an sportlichen Spielen) interessierten Persönlichkeiten vor allem Preußens, die jedoch (fast) alle auch die Organisationen von Turnen und Sport vertraten. Zum Vorstand gehörten u. a. Emil von Schenckendorff, Ferdinand August Schmidt, Gustav Konrad Heinrich von Goßler, Carl Philipp Euler, Ernst Kohlrausch. Der Zentralausschuß gab  die Jahrbücher für Volks- und Jugendspiele heraus. Zunächst widmete sich die Gruppierung nur Spielen für Jungen und Männer. Ab 1894 propagierte der Zentralausschuß auch Spiele für Mädchen und Frauen.
Als gemeinsame Ziele wurden proklamiert: 
- Verbreitung/Propagierung der Volksspiele
- Anlage von öffentlichen Spiel/Sportplätzen
- Überlassung der Schulspielplätze für die Spielvereine am Nachmittag
- Durchführung von Spielfesten im Rahmen von Volksfesten
- Enge Zusammenarbeit mit der Deutschen Turnerschaft
- Betonung der Leibesübungen vor allem zwischen Ende der Schulzeit und Eintritt ins Heer
- Durchführung von Spielenachmittagen in den Fortbildungsschulen
- Spieleveranstaltungen für die Krieger- und andere Veteranenvereine
- Ausbreitung der Spiele in andere Vereine (akademische Turnvereine, kaufmännische Vereine, Gesellenvereine etc.)